# Moses K. Armstrong

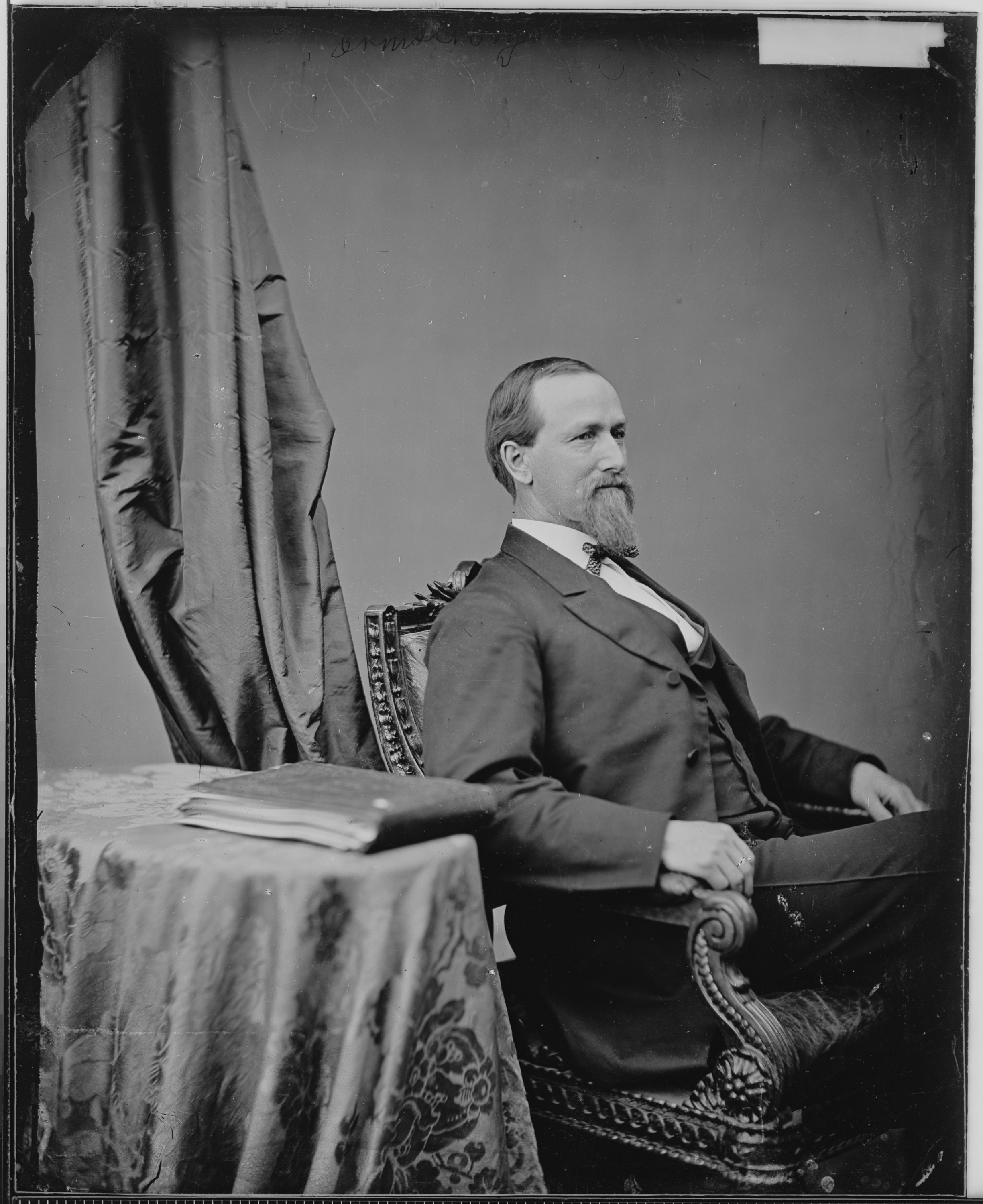
Moses K. Armstrong

Moses Kimball Armstrong (* 19. September 1832 in Milan, Erie County, Ohio; † 11. Januar 1906 in Albert Lea, Minnesota) war ein US-amerikanischer Politiker. Zwischen 1871 und 1875 vertrat er das Dakota-Territorium als Delegierter im US-Repräsentantenhaus.

## Frühe Jahre
Moses Armstrong besuchte das Huron Institute und das Western Reserve College in Cleveland. Im Jahr 1856 zog er in das Minnesota-Territorium. Dort wurde er mit der Landvermessung im Mower County betraut. Seine nächste Aufgabe war die Vermessung des Dakota-Territoriums. Daher zog er nach Yankton im heutigen South Dakota.

## Politischer Aufstieg
In seiner neuen Heimat wurde Armstrong auch politisch tätig. Er wurde Mitglied der Demokratischen Partei. Von 1861 bis 1863 war er Abgeordneter im Repräsentantenhaus des Dakota-Territoriums. 1863 war er sogar Präsident des Hauses. Im Jahr 1864 gab er die Zeitung Dakota Union heraus und im Jahr 1865 wurde er Schriftführer (Clerk) am Obersten Gerichtshof des Territoriums. Von 1866 bis 1877 war Armstrong Mitglied und zeitweise Präsident des territorialen Regierungsrates. Im Jahr 1867 war er auch Sekretär einer Kommission, die mit den Indianern über einen Friedensvertrag verhandelte. Als Landvermesser legte Armstrong die an Längen- und Breitengraden ausgerichteten Grenzen der Verwaltungseinheiten im südlichen Teil des Dakota-Territoriums sowie im Bereich des Red-River-Tales fest. Im Jahr 1869 war er nochmals Mitglied des territorialen Regierungsrates.

## Kongressdelegierter
Bei den Kongresswahlen des Jahres 1870 wurde Armstrong als Nachfolger von Solomon L. Spink zum Delegierten seines Territoriums im US-Repräsentantenhaus in Washington gewählt. Nach einer Wiederwahl im Jahr 1872 konnte er dieses Mandat zwischen dem 4. März 1871 und dem 3. März 1875 ausüben. Als Delegierter hatte er im Kongress aber kein Stimmrecht. Nachdem er die Wahlen des Jahres 1874 verloren hatte, musste er seinen Sitz an Jefferson P. Kidder von der Republikanischen Partei abtreten.
Nach dem Ende seiner Dienstzeit im Kongress zog Armstrong nach Saint James im Watonwan County in Minnesota. Dort war er im Bank- und Immobiliengeschäft tätig. Er starb am 11. Januar 1906 und wurde in Minneapolis beigesetzt.